# André Dhôtel
André Dhôtel (Attigny, 1º settembre 1900 – Parigi, 22 luglio 1991) è stato uno scrittore e poeta francese.
Nelle sue opere ha colto con suggestivo lirismo personaggi e ambienti della provincia francese: L'uomo della segheria (L'homme de la sciene, 1943), Il paese dove non si arriva mai (Le pays où l'on n'arrive jamais, 1955, con cui ottenne il Prix Femina), Il cielo del sobborgo (Le ciel du faubourg, 1957).

## Biografia

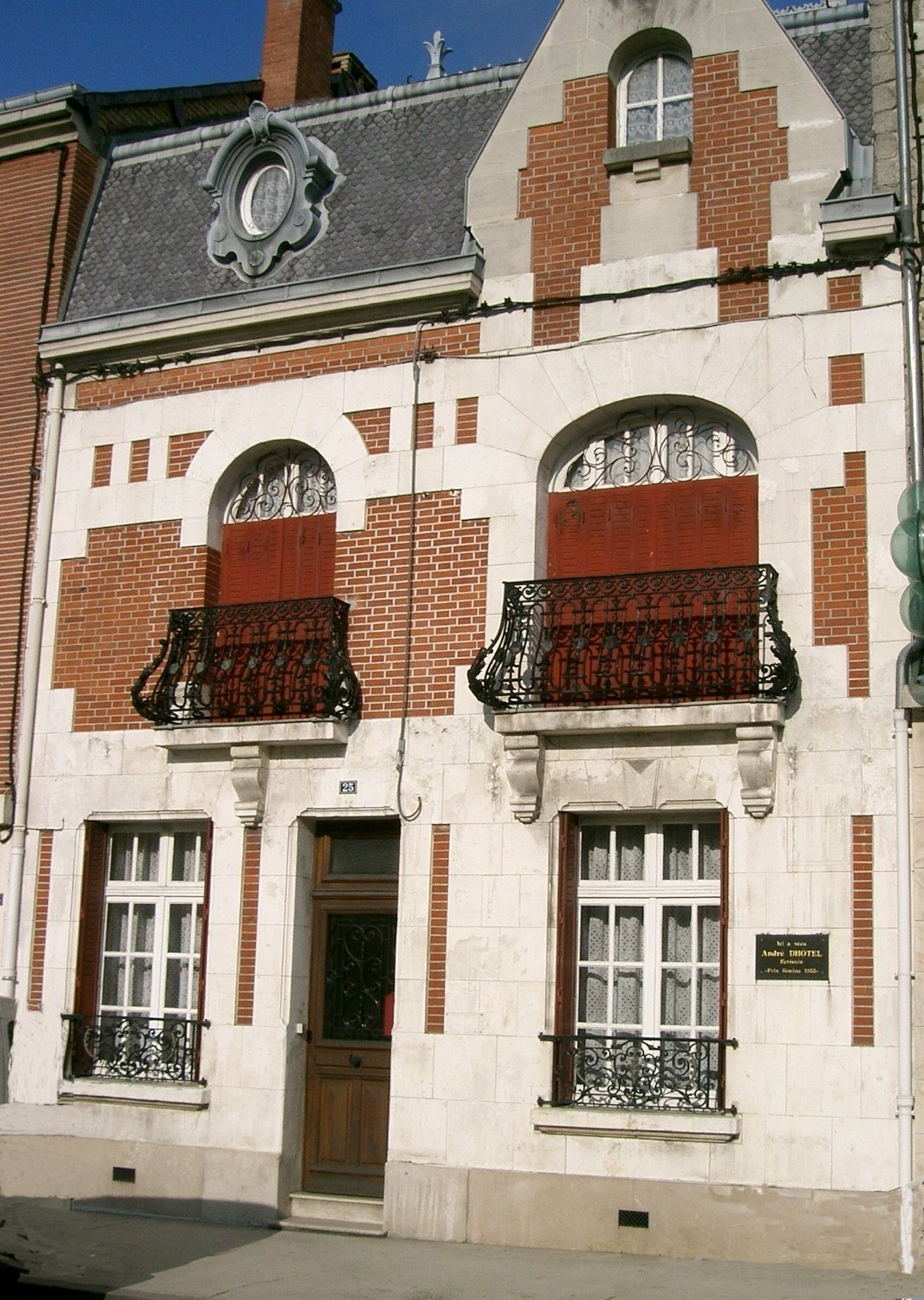
La posizione della casa (distrutta nel 1914-18) a Attigny dove abitava il giovane André Dhôtel.

André Dhôtel trascorre i primi sei anni della vita nel paese natale di Attigny, nelle Ardenne. Scriverà i ricordi di questo periodo in Un jour viendra, nel 1972. Nel 1907, il padre è nominato banditore d'asta a Autun e si trasferisce con la famiglia. Ma André torna sempre dai nonni nelle Ardenne e non si lega a Autun. Dopo i primi studi, va a frequentare il liceo Sainte-Barbe a Parigi.
Nominato sorvegliante da novembre 1918 a Sainte-Barbe, in compagnia del futuro chansonnier Raymond Souplex, prepara nello stesso tempo una licenza di filosofia. Effettua il servizio militare dal 1920 al 1923, con gli scrittori Georges Limbour, Roger Vitrac e Marcel Arland. Con quest'ultimo fonda nel 1921 la rivista Aventure e pubblica l'unico numero della rivista Dès.
Le lacune di effettivi, dovute alla prima guerra mondiale, portano il giovane ad essere nominato professore all' Istituto superiore di studi francesi di Atene nel 1924; scopre così la Grecia e le sue isole durante i suoi quattro anni all' Istituto francese di Atene. Nei suoi romanzi posteriori non è raro trovare personaggi greci o espressioni filoelleniche. Al mondo ellenico ha dedicato quattro romanzi: Ce lieu deshérité, 1949, Ma chère âme, 1961, L'île de la Croix d'Or, 1979, Lorsque tu reviendras, 1986.
Rientrato in Francia, prende servizio al collegio di Béthune nel 1928 e pubblica i primi testi poetici. Nel 1930 esce Campements, suo primo romanzo, e si sposa nel 1932 con Suzanne Laurent. Il loro figlio François nasce nel 1933. Tuttavia la sua carriera letteraria ristagna. Dal 1930 al 1940, lo scrittore è rifiutato dai principali editori. A ciò si uniscono altri dispiaceri inerenti l'insegnamento, sicché André Dhôtel si ammala di depressione. Si ristabilisce tuttavia, e nel 1940, allo scoppio della guerra, è per qualche tempo mobilitato.
Finalmente, grazie a Jean Paulhan, torna a pubblicare, nonché a un insegnamento più tranquillo. Paulhan impiega la sua influenza per farlo nominare professore a Coulommiers nel 1943 (dove rimarrà fino al suo ritiro nel 1961) e fa accettare il romanzo Le village pathétique alla Nouvelle Revue Française. Qui Dhôtel pubblica un romanzo quasi ogni anno. Fonda anche la rivista 84, insieme a Marcel Bisiaux, Jacques Brenner, Alfred Kern, Armen Lubin e Henri Thomas. Il suo romanzo David, del 1947 alle Éditions de Minuit, riceve il Prix Sainte-Beuve.
Nell'estate 1947, Jean Dubuffet ne dipinge il ritratto, che intitola Dhôtel nuancé d'abricot. Riceve il Prix Femina nel 1955 per Le Pays où l'on n'arrive jamais, il Grand Prix de littérature pour les Jeunes nel 1960, il Grand Prix de littérature de l'Académie française nel 1974 e il Grand Prix national des lettres per il romanzo Les Disparus nel 1975. Dopo il ritiro dall'insegnamento, va finalmente a vivere a Parigi.
Muore nel 1991, circa un anno dopo la moglie, ed è sepolto nel cimitero di Provins.

## Opere

### Romanzi
- Campements, Parigi, Gallimard, 1930 ; ried. 1987.
- Le Village pathétique, Parigi, Gallimard, 1943; ried. coll. «Folio», 1975.
- Nulle part, Parigi, Gallimard, 1943; ried. Parigi, Éditions Pierre Horay, 1956, 1977; Rombaldi, 1979.
- Les Rues dans l’aurore, Parigi, Gallimard, 1945.
- Le Plateau de Mazagran, Parigi, Éditions de Minuit, 1947; ried. Parigi, Guilde du livre, 1960; Parigi, Marabout, 1977.
- David, Parigi, Éditions de Minuit, 1948; ried. Parigi, Marabout, 1979 (scritto nel 1930).
- Ce lieu déshérité, Parigi, Gallimard, 1949; ried. 1997.
- Les Chemins du long voyage, Parigi, Gallimard, 1949; ried. coll. «Folio», 1984.
- L’Homme de la scierie, Parigi, Gallimard, 1950.
- Bernard le paresseux, Parigi, Gallimard, 1952; ried. coll. «L'Imaginaire», 1984.
- Les Premiers Temps, Parigi, Gallimard 1953; ried. 1987.
- Le Maître de pension, Parigi, Grasset, 1954.
- Mémoires de Sébastien, Parigi, Grasset, coll. «Les Cahiers verts», 1955.
  - Le memorie di Sébastien, S.A.I.E., Torino 1956
- Le Pays où l’on n’arrive jamais, Parigi, P. Horay, 1955; ried. Parigi, J’ai lu , 1960; Parigi, Gallimard, 1975.
  - Il paese dove non si arriva mai, Ist. geografico De Agostini, Novara 1968
- Le Ciel du Faubourg, Parigi, Grasset 1956; ried. Parigi, Grasset, coll. Les Cahiers rouges, 1984.
- Dans la vallée du chemin de fer, Parigi, P. Horay, 1957.
- Le Neveu de Parencloud, Parigi, Grasset, 1960.
- Ma chère âme, Parigi, Gallimard, 1961; ried. Parigi, Phébus, coll. «Libretto», 2003.
- Les Mystères de Charlieu-sur-Bar, Parigi, Gallimard, 1962; ried. Rombaldi, 1979.
- La Tribu Bécaille, Parigi, Gallimard, 1963; ried. 1977.
- Le Mont Damion, Parigi, Gallimard, 1964.
- Pays natal, Parigi, Gallimard, 1966; ried. Parigi, Phébus, coll. «Libretto», 2003.
- Lumineux rentre chez lui, Parigi, Gallimard, 1967; ried. Phébus, coll. «Libretto», 2003.
- L'Azur, Parigi, Gallimard, 1968; ried. coll. «Folio», 2003.
- L'Enfant qui disait n'importe quoi, Parigi, Gallimard, 1968; ried. coll. «Folio Junior», 1978.
- Un jour viendra, Parigi, Gallimard, 1970; ried. Parigi, Phébus, Libretto, 2003.
- La Maison du bout du monde, Parigi, P. Horay, 1970.
- L’Honorable Monsieur Jacques, Parigi, Gallimard, 1972.
- Le Soleil du désert, Parigi, Gallimard, 1973; ried. 1997.
- Le Couvent des pinsons, Parigi, Gallimard, 1974
- Le Train du matin, Parigi, Gallimard, 1975.
- Les Disparus, Parigi, Gallimard, 1976.
- Bonne nuit Barbara, Gallimard, 1978.
- L’Île de la croix d’or, Parigi, Gallimard, 1000 soleils, 1978.
- La Route inconnue, Parigi, Phébus, 1980.
- Des trottoirs et des fleurs, Parigi, Gallimard, 1981.
- Je ne suis pas d’ici, Parigi, Gallimard, 1982.
- Histoire d’un fonctionnaire, Parigi, Gallimard, 1984.
- Vaux étranges, Parigi, Gallimard, 1986.
- Lorsque tu reviendras, Parigi, Phébus, 1986.

### Novelle, storie e racconti
- Du Pirée à Rhodes, Le Rouge et le noir, 1928;
- Ce jour-là, Parigi, Gallimard, 1947.
- La Chronique fabuleuse, Parigi, Éditions de Minuit, 1955; ried. Parigi, Mercure de France (ampliata), 1960;
- L'Île aux oiseaux de fer, Parigi, Éditions Fasquelle, coll. «Libelles», 1956;
- Nulle part, Parigi, P. Horay, 1957.
- Les Voyages fantastiques de Julien Grainebis, Parigi, P. Horay, 1957;
- Idylles, Parigi, Gallimard, 1961;
- La Plus belle main du monde, Parigi, Casterman, coll. «Plaisir des contes», 1962.
- Le Robinson de la rivière, Parigi, Casterman, coll. «Plaisir des contes», 1962.
- Les Lumières de la forêt, Parigi, Fernand Nathan, 1964.
- Un soir, Parigi, Gallimard, 1977.
- La Merveilleuse Bille de verre, Parigi, Robert Laffont, 1980
- Comment Fabien regarda l’aurore, Parigi, Clancier-Guénaud, Les Premiers temps, 1982.
- La Princesse et la lune rouge, Parigi, Casterman, 1982.
- Le Bois enchanté et autres contes, Parigi, Hachette, 1983.
- Rhétorique fabuleuse, Parigi, Garnier, 1983; ried. Cognac, Le Temps qu'il fait, 1990.
- La Nouvelle Chronique fabuleuse, Parigi, P. Horay, 1984.
- Pierre Marceau (Mesures, N. 2, 15 aprile 1940), Parigi, Mont Analogue, 1993
- Un adieu, mille adieux, Parigi, La bibliothèque Gallimard , 2003
- Beauté, Parigi, Phébus, coll. «Libretto», 2004
- D’un monde inconnu, ill. di Daniel Nadaud, Saint-Clément-de-Rivière, Fata Morgana, 2012.

### Poemi
- Le Petit Livre clair, Arras, Le Rouge et le noir, 1928;
- La Chronique fabuleuse, Parigi, Mercure de France, 1960;
- La Vie passagère, Parigi, Phébus, 1978.
- Poèmes comme ça, Cognac, Le Temps qu’il fait, 2000 (prefazione di Jean-Claude Pirotte).

### Saggi
- L'œuvre logique de Rimbaud, Mézières, Éditions de la Société des écrivains ardennais, 1933.
- Rimbaud et la révolte moderne, Parigi, nrf Gallimard, 1951.
- Saint Benoit-Joseph Labre, Parigi, Éditions Plon, 1957.
- Le Roman de Jean-Jacques, Parigi, Éditions du Sud, 1962.
- La vie de Rimbaud, Parigi, Éditions du Sud, 1965.
- Nord-Flandre Artiois-Picardie, testo di André Dhôtel, fotografie di Jacques Fronval, Christian de Rudder, Alain Perceval, Jacques Verroust, série Tourisme en France nr 17, Parigi, Éditions SUN, 1971.
- Jean Follain, série Poètes d'aujourd'hui nr 49, Parigi, Éditions Pierre Seghers, 1972.

### Interviste
- L'École buissonnière, interviste con Jérôme Garcin, Parigi, P. Horay, 1984.

### Prefazioni e postfazioni
- Edmond Dauchot, Ardenne bien aimée, prefazione d'André Dhôtel, Parigi-Gembloux, J. Duculot, 1976.
- René Hénoumont, Edmond Dauchot: le photographe de l'Ardenne d'autrefois, introduzione di Georges Vercheval, con una testimonianza di René Henoumont e una postfazione d'André Dhôtel, Tournai, La Renaissance du Livre, 2000,

## Premi letterari
- 1944 - Prix de l'Académie française[1]
- 1955 - Prix Femina[2]
- 1974 - Gran premio di letteratura dell'Accademia francese per l'insieme delle sue opere letterarie;[1]
- 1975 - Grand Prix national des lettres.[3][4]
- 1988 - Grand prix de Littérature de la Société des Gens de Lettres[3]